# Saverio Fera (politico)
Francesco Saverio Fera (Petrizzi, 14 aprile 1890 – ...) è stato un politico e avvocato italiano.

## Biografia
Iscritto al Partito Nazionale Fascista, nel 1924 venne eletto deputato con 7 408 voti alla Camera del Regno d'Italia nella XXVII legislatura. Deputato anche nella XXVIII e nella XXIX legislatura, dal 1939 al 1943 fu consigliere nazionale e componente della corporazione delle professioni e delle arti.
Avvocato e massone, era parente dell'omonimo Saverio che fu sovrano gran commendatore gran maestro e fondatore della Serenissima Gran Loggia d'Italia di piazza del Gesù.